# Muški hor „Serafim”
Muški hor Serafim je crkveni hor iz Beograda. Hor je osnovan 2004. godine u Zemunu kao deo mešovitog crkvenog hora Svih Svetih pri crkvi Sv. Trojice (SPC), sa ciljem učešća u Bogosluženjima matične Crkve,a zatim od januara 2010. nastavlja tradicionalno pevanje na nedeljnim Bogosluzenjima u Hramu Sv.Apostola Luke na Kosutanjaku. Od samog početka, horom diriguje Marko Pešić (1980). Svoje prvo predstavljanje javnosti, hor „Serafim“ je imao na „Koncertu na Cveti“, koncertu crkvenih horova koji se svake godine održava u Zemunu.

## Učešće na međunarodnim festivalima
Prvo učešće na međunarodnim festivalima, hor je imao u oktobru 2007. godine u Kijevu (Ukrajina), na revijalnom festivalu „Glas pečerski“, gde je pobrao sjajne kritike. Vrhunac dosadašnjeg rada, dirigent Marko Pešić i hor Serafim, doživeli su na desetom Međunarodnom festivalu pravoslavnih horova u Minsku (Belorusija) u maju 2009. godine. Hor je osvojio Gran pri kao najbolji hor tog festivala u konkurenciji 45 horova iz 14 zemalja. Ovo je prva nagrada ovom crkvenom horu. Potom su usledili koncerti i učešća na internacionalnim festivalima Patmos (Grčka) 2010, Pashalni festival u Moskvi (Rusija) 2011, Truskavec (Ukrajina) 2011. i Lvov (Ukrajina) 2011. Hor „Serafim“ ima 16 članova.

## Koncert u Sabornoj crkvi u Beogradu
Svoj prvi celovečernji koncert, i prvo zvanično predstavljanje javnosti u Srbiji, hor Serafim priredio je u Sabornoj crkvi u Beogradu, 28.06.2009. na Vidovdan. U jednočasovnom izvođenju, hor je izveo dela najboljih srpskih i ruskih kompozitora horske muzike.

## Festival horova "Glas Beograda"
Hor Serafim je osnivač prvog međunarodnog festivala horova "Glas Beograda" koji se prvi put održao u periodu od 23-25. aprila 2010. godine u Beogradu. U prvoj godini održavanja festivala, učestvovalo je 11 horova iz Srbije i Republike Srpske. Hor "Belcanto" iz Beograda, dobio je nagradu za najbolje izveden program u celini a prof. mr Vera Milanković, komponovala je kompoziciju pod nazivom "Srbija" koja je bila zadata takmičarska kompozicija za sve učesnike. U stručnom žiriju učestvovalo je 6 eminentnih umetnika iz Srbije i BiH. Umetnički direktor festivala je g-din Marko Pešić dirigent muškog hora "Serafim".

## Nagrade
- desetog Međunarodnog festivala pravoslavnih horova u Minsku (Belorusija), maj 2009. godine.
- Nagrada "Vojislav Ilić" za najbolji kamerni hor festivala "Horovi među freskama" ,Beograd, jul 2009. godine.